# Haplogrup mitocondrial humà A
L'haplogrup mitocondrial humà A és un haplogrup humà que es distingeix per l'haplotip dels mitocondris.
Es creu que l'haplogrup A va aparèixer a Àsia fa uns 60.000 anys. El seu haplogrup ancestral era l'haplogrup N.
L'haplogroup A es troba arreu de l'Àsia moderna. El seu subgrup A1 es troba al nord i centre d'Àsia, mentre que el subgrup A2 es troba a Sibèria i és també un dels cinc haplogrups trobats entre els indígenes americans sent els altres l'haplogrup B, el C, el D i l'X.
S'ha demostrat que la mòmia Juanita del Perú pertanyia a l'haplogrup mitocondrial A.
En el popular llibre The Seven Daughters of Eve, Bryan Sykes anomena Aiyana a la dona originadora d'aquest haplogrup.